# Alektra Blue
Pour les articles homonymes, voir Blue.
Alektra Blue, née Sasha Clifford le 9 juin 1983 à Scottsdale, est une actrice pornographique américaine.

## Biographie

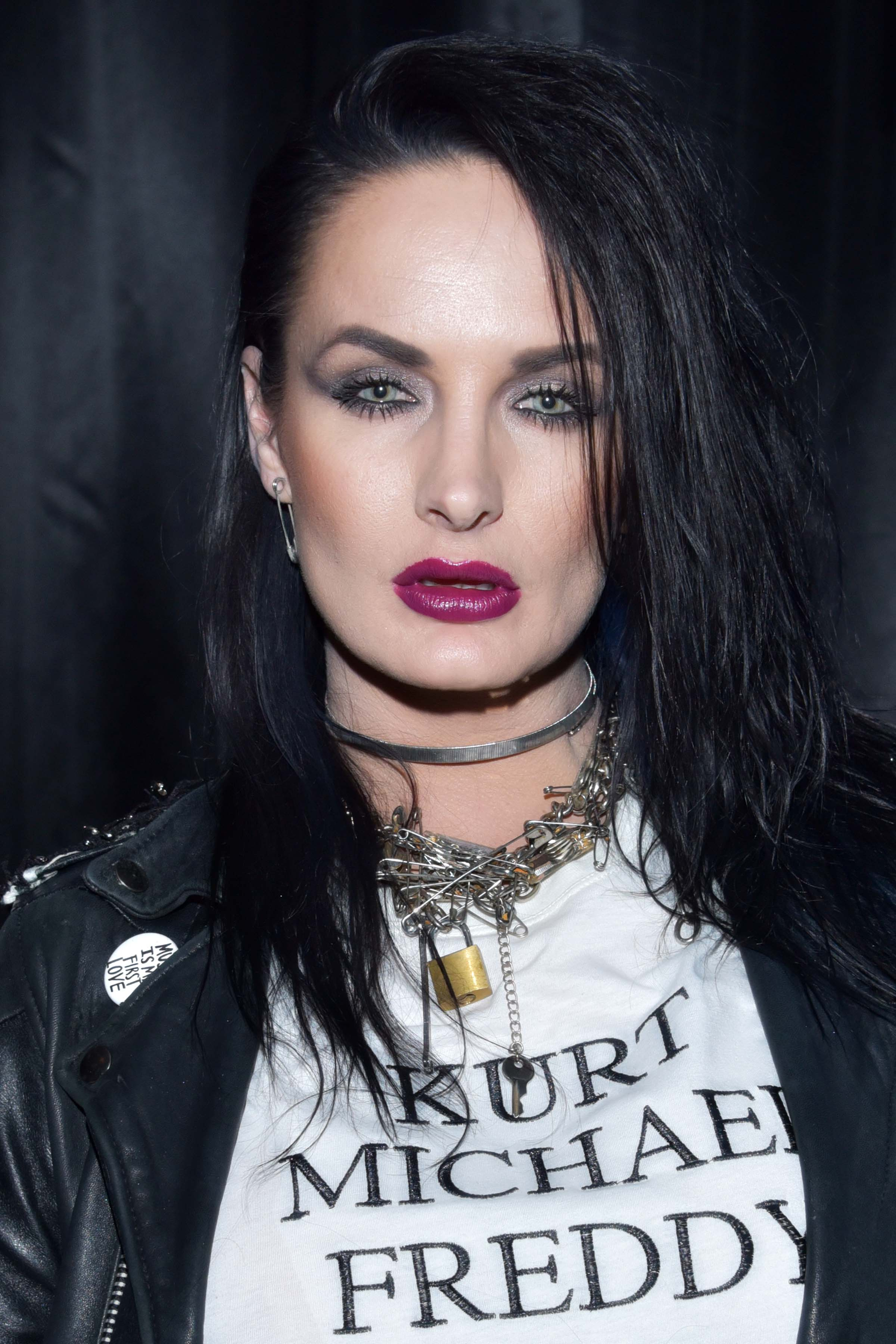
Alektra Blue en 2017
© Glenn Francis, www.PacificProDigital.com.

Elle commence dans l'industrie du porno en 2004
Dans une interview pour "XRentDVD", elle affirme que Taryn Thomas est la personne qui l'a introduite dans l'industrie pornographique et qu'elle est aussi sa meilleure amie. Alektra annonce aussi dans ce magazine qu'elle est mariée à l'acteur Pat Myne. Ils sont aujourd'hui séparés.
En 2006 elle gagne un F.A.M.E. Awards avec Brandy Talore comme meilleure débutante de l'année.
Blue était mannequin du mois d'avril 2008 "Pet of the Month" dans le magazine Penthouse (US).
En février 2008, elle est nommée DanniGirl du mois sur Danni.com.
En mars 2008, elle signe un contrat d'exclusivité avec le studio Wicked Pictures, qu'elle quitte en 2013.
En mars 2010, elle fait une brève apparition dans le vidéoclip de Telephone de Lady Gaga et Beyoncé, jouant le rôle d'une détenue.
En mai 2013, elle est élue jGrrl of the Year sur Juliland.com

## Récompenses
- 2006 : F.A.M.E. Awards -"Favorite Female Rookie" (avec Brandy Talore)
- 2008 : AVN Award Best All-Girl Sex Scene - Video pour Babysitters (avec Lexxi Tyler, Angie Savage, Sophia Santi et Sammie Rhodes)[10]
- 2010 : AVN Award – Best Group Sex Scene – "2040"

### Filmographie sélective
- 1 Dick 2 Chicks 4 (2005)
- Anal Prostitutes on Video 3 (2005)
- Apprentass 4 (2005)
- Ass Appeal 3 (2005)
- BAKERS DOZEN 5 (2005)
- Ass Attack (2005)
- Asswhole 2 (2005)
- Bring Your A Game (2005)
- Baker's Dozen 5 (2005)
- Cum Glazed 3 (2005)
- Cum Craving Teens 3 (2005)
- Cum Fart Cocktails 2 (2005)
- Cum on in 2 (2005)
- Dreamgirlz 2 (2009)
- Finger Licking Good 3 (2006)
- Fresh Pink (2005)
- Fucking School Girls (2005)
- Gag Factor 18 (2005)
- Girl Crazy 7 (2005)
- Girls Hunting Girls 11 (2007)
- Girls Love Girls 1 (2006)
- Girls Will Be Girls 1 (2007)
- Girlvana 1 (2005)
- Goo 4 Two 2 (2005)
- Hand to Mouth (2005)
- Hellfire Sex (2005)
- House Wife Bangers Vol. 2 (2005)
- I Love Big Toys 2 (2005)
- I Love Sammie (2007)
- Internal Cumbustion 8 (2005)
- Internal Discharge (2005)
- Lesbian Training (2005)
- Lesbians Love Sex 2 (2008)
- Lick Me Stick Me 1 (2005)
- Lucky Lesbians 3 (2008)
- McKenzie Illustrated (2005)
- Myne Tease 4 (2005)
- No Man's Land 44 (2008)
- No Man's Land Interracial (2006)
- Out Numbered 3 (2005)
- A Perverted Point of View 10 (2005)
- Pussy Cats 1 (2007)
- Pussy Foot'n 17 (2006)
- P.O.V. 8 (2005)
- Road Head (2005)
- Scream (2005)
- Spunk'd 2, 3 (2005)
- Stroke It Out 1 (2005)
- Suck It Dry (2005)
- Swallow Myne (2006)
- Teen Cum Dumpsters 2 (2006)
- Teens in Toyland 3 (2006)
- The Ties That Bind (2006)
- The Visitor (2006)
- Total Interactive Control of Alektra Blue[11]
- 2015 : We Live Together 39
- What Girls Like (2008)
- Where's the Cum? (2005)
- Who's Next in Porn? 5 (2006)
- Young Cummers 3, 4 (2006)
- Secretaires a tout faire  (2009)
- Sisters Of Anarchy (2014)